# Бела Стена
Бела Стена (серб. Бела Стена) — курортный посёлок Воеводины, у Панчева.
Расположен в 12 км к востоку от центра Белграда, на западной оконечности острова Форконтумас на Дунае. В переводе с сербского означает «белый камень».
В Белой Стене практически нет постоянного населения. Она имеет 280 дачных домов, принадлежащих белградцам и четырём рыбным ресторанам. Небольшой пляж сделали популярным курортом в 1970-х и 1980-х годах, когда поселок вырос с населением 20 000 по выходным. Он был особенно популярен в качестве места для детского туризма. Но многое для улучшения пляжа не было сделано, особенно с точки зрения движения доступности. В итоге Ада Циганлия в центре Белграда и Лидо близ Земуна обогнали Белу Стену по популярности, однако около 7000 человек до сих пор приходят на пляж в выходные дни в летний сезон.